# 埃米尔·米舍莱

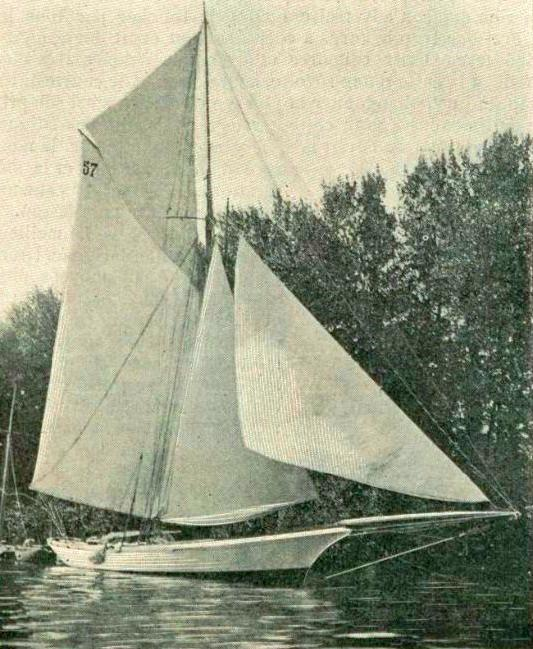
幫助埃米爾得到銅牌的帆船

埃米尔·米舍莱（法語：Émile Michelet，1867年7月16日—？），法国男子帆船运动员。他曾代表法国参加1900年夏季奥林匹克运动会帆船比赛，获得一枚银牌和二枚铜牌。